# Джокер (трилогия «Тёмный рыцарь»)
Джо́кер (англ. Joker) — главный антагонист фильма Кристофера Нолана «Тёмный рыцарь» (2008), основанный на одноимённом суперзлодее DC Comics. Роль исполнил австралийский актёр Хит Леджер.
Образ Джокера в исполнении Хита Леджера в качестве символа анархии и хаоса был создан под влиянием графических романов «Бэтмен. Убийственная шутка» и «Лечебница Аркхем. Дом скорби на скорбной земле». Он носит традиционный костюм с фиолетово-зелёной цветовой палитрой, а его изуродованный внешний вид клоуна является следствием размытого макияжа, покрывающего лицевые шрамы улыбки Глазго, а не обесцвеченной кожи после падения в цистерну с химическими отходами, как в первоначальном источнике. Картины Фрэнсиса Бэкона, антигерой Алекс из романа Энтони Бёрджесса «Заводной апельсин» и одноимённой киноадаптации Стэнли Кубрика и многие панк-рок музыканты послужили источником вдохновения для образа Леджера.
Кандидатура Леджера вначале была встречена публикой неоднозначно, однако сейчас роль Джокера считается вершиной его актёрского таланта. Сам Леджер неоднократно признавался, что именно от работы над этой ролью он получил больше всего удовольствия. После премьеры фильма в июле 2008 года, шесть месяцев спустя после смерти актёра от случайной передозировки лекарственными препаратами, перевоплощение Леджера снискало восторженную похвалу и несколько посмертных наград, включая премию «Оскар» за лучшую мужскую роль второго плана. Персонаж Леджера часто признаётся одним из величайших злодеев в истории кинематографа, а также одним из самых знаковых воплощений образа Джокера.

## Вымышленная биография
Персонаж косвенно упоминается в конце фильма «Бэтмен: Начало», когда лейтенант Джеймс Гордон говорит Бэтмену о подозреваемом в вооружённом ограблении и двойном убийстве. Полицейский показывает супергерою игральную карту, джокер, оставленную на месте преступления.
Джокер впервые появляется в начале фильма «Тёмный рыцарь» в составе банды из шести человек в клоунских масках. Они грабят банк, принадлежащий мафии. Он обманом заставляет четверых из них убить друг друга, а затем сам убивает последнего и убегает с деньгами. Прервав видеоконференцию босса мафии Сала Марони, Чечена и Гэмбола с бухгалтером Лао, Джокер предлагает убить Бэтмена в обмен на половину их денег. Гэмбол отказывается и назначает награду за клоуна. Позже Джокер убивает его и становится главарём банды Гэмбола.
Узнав, что Бэтмен схватил Лао, Марони и чеченец принимают предложение Джокера. Клоун объявляет, что люди будут умирать каждый день, пока Бэтмен не раскроет свою истинную личность, и начинает с комиссара полиции Готэма, Джиллиана Б. Лоэба, и судьи Сурилльо. Окружной прокурор, Харви Дент, выдаёт себя за Бэтмена, и Джокер атакует. Настоящий Бэтмен и Гордон арестовывают его. На допросе Джокер рассказывает, где находится девушка Дента (и детская любовь Брюса Уэйна), Рэйчел Доус, и сообщает, что она и Дент скоро будут убиты бомбами. Однако клоун дезинформирует героя по поводу того, кто именно где находится. Бэтмен прибывает к Денту, который пострадал от взрыва, а Рэйчел погибает. Затем Джокер сбегает из полицейского участка вместе с Лао.
Вскоре Джокер убивает Лао и чеченца и сжигает свою половину денег мафии. Позже, когда бухгалтер Риз узнаёт, что Брюс Уэйн — это Бэтмен, он хочет раскрыть эту информацию, но Джокер не желает вмешательства в свой план и угрожает взорвать больницу, если первый не умрёт в течение часа. Начинается паника, и Джокер пробирается в больницу переодевшись медсестрой, чтобы встретиться с Дентом. Он убеждает его отомстить людям, которых считает ответственными за смерть Рэйчел. Джокер даёт Денту пистолет и приставляет его к своей голове, позволяя второму решить его судьбу подбрасыванием монеты. Ему везёт, и он, не умерев, взрывает больницу и берёт автобус с заложниками.
Джокер устанавливает взрывчатки на два парома, отправляющихся с залива Готэма. Один — с гражданскими, а другой — с преступниками. Он говорит пассажирам, что уничтожит обе лодки к полуночи, если люди одного судна не взорвут другое. Пока Бэтмен сражается с Джокером, пассажиры парома предпочитают не взрывать друг друга. Впоследствии Бэтмен побеждает Джокера, который заявляет, что их судьба — вечное противостояние друг другу, поскольку моральный кодекс героя не позволит ему убить злодея, а клоун не станет этого делать, потому что ему «безумно весело» с Тёмным рыцарем. Затем Джокер злорадствует, что Дент теперь будет преступником по кличке Двуликий. Однако Бэтмен в конечном итоге срывает план Джокера, взяв на себя вину за преступления Дента.

## Предыстория

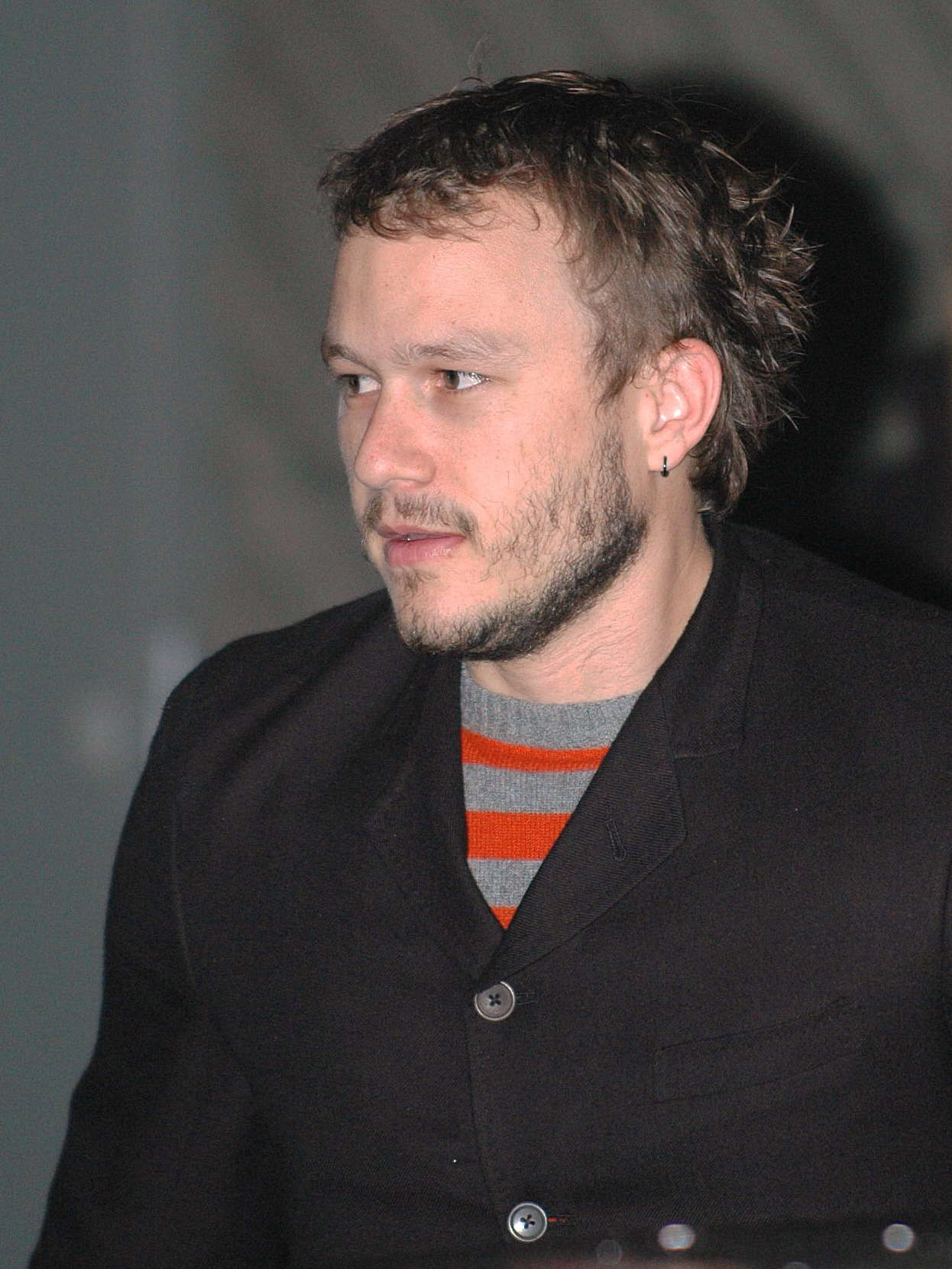
Хит Леджер в 2006 году

Будучи начинающим актёром, Хит Леджер не сильно привязывался к ролям, которые играл. Однако всё изменилось, когда в 22 года он начал смотреть некоторые из своих фильмов. Понимание того, что это были фильмы, которые он сам, возможно, не хотел бы смотреть, сделало его более осторожным по отношению к своему профессиональному выбору. Фантастический фильм 2005 года «Братья Гримм» стал поворотным моментом для актёра, поскольку режиссёр Терри Гиллиам дал Леджеру (и его партнёру по фильму Мэтту Деймону) возможность сыграть персонажа, подобного которому он раньше не играл. Гиллиам помог Леджеру изобразить клоуна, и этот опыт, как позже признал актёр, оказал влияние на его роль Джокера.
Изначально Леджер не был заинтересован в работе над «Тёмным рыцарем». Актёр сказал: «Я бы просто чувствовал себя глупым и нелепым. Я не мог этого сделать, и есть другие люди, которые прекрасно справились бы, но я просто не мог относиться к себе серьёзно». Обычно Леджер не любил фильмы по комиксам. Однако позже, впечатлившись «Бэтменом: Начало», Леджер захотел сыграть Джокера у Нолана. Радуясь решимости Хита, режиссёр утвердил его на роль. Кастинг-директор фильма, Джон Папсидера, размышлял о выборе актёров, говоря, что создатели фильма знали, что им нужен кто-то смелый, чтобы сыграть эту роль. Леджера выбрали на роль до написания сценария.

## Характеристика
Хит Леджер назвал своего персонажа «психопатом-шизофреником, клоуном, совершающим массовые убийства без сочувствия». Актёр стремился к новой и иной интерпретации персонажа, отличающейся от предыдущих воплощений в фильмах.
Леджер и Нолан сошлись во взглядах насчёт появления Джокера в фильме, имея общие ориентиры того, каким должен был быть персонаж. Основываясь на философских идеях анархии и хаоса, они рассмотрели искусство Фрэнсиса Бэкона и актёрскую игру Малкольма Макдауэлла в роли Алекса из фильма Стэнли Кубрика «Заводной апельсин». Для подготовки к роли Леджеру дали графические романы о Тёмном рыцаре: «Бэтмен: Убийственная шутка» Алана Мура и «Бэтмен. Лечебница Аркхем. Дом скорби на скорбной земле» Гранта Моррисона. В интервью MTV Леджер сказал, что считает опыт, полученный от роли Джокера, самым забавным, который у него когда-либо был.

### Описание
Кинозлодей одет в традиционную цветовую палитру персонажа. Он носит светло-голубую рубашку, тонкий зелёный галстук и зелёный жилет под серым пиджаком и тёмно-фиолетовым пальто. Его носки торчат из обуви, что напоминает клоунские туфли. Джокер не имеет никаких документов, удостоверяющих личность, и не даёт чётких сведений о своём настоящем имени или прошлом.
Волосы Джокера спутаны, неопрятны и окрашены в зелёный цвет. Его лицо покрыто жидким слоем белого клоунского грима, а глаза обведены густой чёрной окантовкой. Небрежная красная ухмылка нарисована на его рту и щеках, частично скрывая шрамы улыбки Глазго. Кинокритик Питер Трэверс описал Джокера как нечто, «только что вышедшее из ада».
Джокер непредсказуем. Его голос часто меняет высоту тона. Нолан признаёт, что эта непредсказуемость также является частью изящных физических движений персонажа, говоря, что игра Леджера «всегда является неожиданностью». Джефф Буше из Los Angeles Times отмечал, что персонаж «ходит с опущенными плечами и вытянутым вперёд подбородком как гиена».

### Разработка
Стив Александр, агент Хита Леджера, сказал, что у актёра была сделка по принципу «pay-or-play», «поэтому он чувствовал себя свободным и мог делать всё, что хотел как Джокер, независимо от того, насколько он безумен». Поскольку Леджер был выбран на ранней стадии производства, Нолан сказал, что у него было «много-много месяцев» на подготовку к роли.
В течение шести недель Леджер был в гостиничном номере и вёл дневник персонажа, экспериментируя с вариантами голоса для него. Дневник содержал каракули и вырезки. Кристофер Хутон из The Independent написал, что в «журнале Джокера» было несколько кадров из фильма «Заводной апельсин», одноимённые игральные карты, фотографии гиен, ненормальный клоунский грим и слово «хаос», выделенное зелёным цветом. Кроме того, там был список вещей, которые Джокеру показалось бы забавными: СПИД, противопехотные мины и гении, страдающие поражением мозга. Леджер также прочитал комикс «The Clown at Midnight (Batman #663)».
Леджер подчеркнул важность поиска культового голоса для персонажа, назвав его «ключевым для роли сумасшедшего убийцы». Нолан объяснил ранние и «своеобразные» амбиции актёра в отношении голоса злодея и рассказал, что Хит изучал, как разговаривают куклы чревовещателей. Режиссёр также заявил, что озвучка была основана на технике Александра. Леджер постепенно развивал голос и манеры Джокера с течением времени и во время тестов камеры. На тестах с причёской и макияжем актёр стал изучать движения персонажа.
Актёр разработал внешний вид персонажа, «очень увлёкшись» рисованием своего лица. Леджеру также пришлось выбирать оружие Джокера среди различных резиновых ножей.

### Исполнение
При нанесении грима Хит Леджер принимал специальные выражения лица. Калионе назвал это «танцем». Техника создавала лицевые текстуры для белой краски. Когда Леджер плотно закрыл глаза, Калионе наложил чёрный грим. Затем на глаза лили воду, и актёр, зажмурив их, тряс головой, чтобы создать недостатки в макияже.
Чтобы войти в образ для съёмок, Леджер использовал свой дневник Джокера, который носил с собой на съёмочной площадке. Между дублями Леджер оставался в костюме и гриме и был самим собой. Актёр дурачился, катался на скейтборде в костюме Джокера на съёмочной площадке и курил сигареты. Джон Калионе описал Леджера как человека, который разряжал обстановку.
Первыми кадрами с Джокером было IMAX-вступление фильма, «пролог». Поскольку Джокер носит маску на протяжении всей сцены и имеет мало диалогов, Нолан поставил пролог первым в расписании.
Допрос Джокера Бэтменом был первой сценой, снятой с Леджером. Режиссёру и ведущим актёрам понравилась идея снимать ключевую сцену на раннем этапе. Во время репетиций актёры были свободны в действиях и импровизировали. Бэйл подтвердил, что Леджер не звучал голосом Джокера во время репетиций, ожидая, чтобы войти в роль, когда включатся камеры. Позже Нолан признал, что эта сцена была его любимой в фильме.
Леджеру было разрешено снимать видеоролики с угрозами, которые Джокер рассылает в качестве предупреждений. Каждый дубль, сделанный Леджером, отличался от предыдущего. Нолан был настолько впечатлён первой видеосъёмкой, что решил не присутствовать, когда Леджер снимал видео с похищенным репортёром (Энтони Майклом Холлом).
Хит Леджер всегда приходил на съёмки рано. По словам Калионе, первое, что он делал, это устраивал «медвежьи объятия» с актёрами и членами съёмочной группы на площадке. Он сказал: «И неважно, насколько побитым или ушибленным был Хит после долгого дня, после того, как мы снимали последнюю каплю макияжа, он просто обнимал всех в трейлере, прежде чем уйти». По окончании съёмок Леджер написал «ПОКА, ПОКА» на последней странице своего дневника Джокера.

#### Последствия смерти Хита Леджера
22 января 2008 года, после завершения съёмок «Тёмного рыцаря», Леджер умер в возрасте 28 лет от случайной передозировки лекарств. «Это было невероятно грустно, когда он умер, мне приходилось возвращаться и смотреть на него каждый день [во время монтажа]» — вспоминал Нолан. «Но правда в том, что мне очень повезло, что у меня есть что-то продуктивное [с ним], что у меня есть выступление, которым он очень-очень гордился и которое он доверил мне закончить». Все сцены Леджера появляются по мере того, как он их завершал в съёмках; при монтаже фильма Нолан не добавлял цифровых эффектов, чтобы не менять реальную игру покойного Леджера. Нолан частично посвятил фильм актёру.
Смерть Леджера повлияла на маркетинговую кампанию «Тёмного рыцаря», а также на производство и маркетинг фильма Терри Гиллиама «Воображариум доктора Парнаса»; Нолан и Гиллиам отметили и воздали должное работе Леджера в этих фильмах.
Первоначальный замысел сценариста Дэвида С. Гойера в отношении сиквелов «Бэтмена: Начало» заключался в том, что Джокера должны были задержать Бэтмен, комиссар Гордон и Харви Дент во втором фильме, а в третьей части Джокер оставил бы шрамы Денту во время суда. По словам сестры Леджера, Кейт, актёр планировал повторить свою роль Джокера в следующим фильме, и это мнение поддержал Аарон Экхарт. Нолан в конечном итоге подтвердил, что Джокер не вернётся в «Тёмном рыцаре: Возрождении легенды», и развеял слухи о том, что будет использовать неиспользованные кадры из второй картины. Таким образом он отдал дань уважения покойному Леджеру.

## Критика и наследие

### До выхода фильма
31 июля 2006 года компания Warner Bros. официально анонсировала фильм «Тёмный рыцарь» с Хитом Леджером в роли Джокера. Это решение удивило некоторых журналистов и было расценено как спорный шаг, получивший негативную реакцию в Интернете. В 2016 году вышла книга Глена Уэлдона, в которой он отмечал, что фанаты были возмущены выбором Леджера из-за его прошлых ролей в таких фильмах, как мелодрама «Горбатая гора» (2005), в которой актёр исполнил роль ковбоя-бисексуала.
Однако после выхода первого трейлера в 2007 году, фильм и появление в нём Джокера получили очень положительные отзывы как зрителей, так и профессионалов развлекательной индустрии. Мексиканский режиссёр Гильермо дель Торо был впечатлён игрой Леджера, назвав её «очень резкой и пугающей». Американские писатели комиксов о Бэтмене, Пол Дини и Джеф Лоуб, тоже положительно отозвались о Леджере.

### После премьеры
«Хит Леджер великолепен. Джокер, сыгранный таким авторитетным актёром, — просто один из самых сложных и завораживающих чуваков в истории кино»
Игра Хита Леджера в роли Джокера получила широкое признание критиков. Актёр завоевал множество посмертных наград за свою работу («Оскар», «Золотой глобус», BAFTA, «Сатурн», Премия Гильдии киноактёров США и так далее).
Питер Трэверс из Rolling Stone написал: «Я могу говорить только в превосходной степени о Леджере, который безумно-безумно-гениален в роли Джокера». Критик отметил, что Леджер уводит Джокера от интерпретации Джека Николсона на более «тёмную сторону».
Спустя годы эта киноверсия Джокера всё ещё считается лучшей. Николь Мелло из Comic Book Resources назвала 10 причин, почему это так, отметив, что «Хит Леджер идеально подходил для „Тёмного рыцаря“». Рауль Ариас Филиппи из Screen Rant сравнивал Джокера Хита Леджера с Артуром Флеком Хоакина Феникса. Он написал, что последний был «потрясающим», но первый «является наиболее комичным и точным».
Бен Шерлок рассмотрел «20 величайших цитат Джокера Хита Леджера» и на 1 место поставил его фразу: «Чё ты такой серьёзный?». Злодей занимает 3 место в списке 100 величайших киноперсонажей по версии журнала «Empire». В нём было отмечено, что «Джокер Леджера — это непреодолимая сила природы и прекрасное свидетельство таланта покойного актёра». Оля Смолина из Film.ru включила персонажа на 2 позицию среди «10 самых обаятельных злодеев в истории кино», подчеркнув, что «Джокер Хита Леджера — по-настоящему уникальный злодей».
Персонаж также становился предметом многочисленных интернет-мемов.

### Влияние
В 2010 году рестлер Мэтт Осборн переосмыслил свой образ клоуна Доинка, сделав его похожим на Джокера из фильма «Тёмный рыцарь» и назвав это воплощение Reborne Again.